# Martín Chirino
Martín Chirino López (Las Palmas de Gran Canaria, 1 de març de 1925 - Madrid, 11 de març de 2019) fou un escultor espanyol. La seva obra s'inclou en el camp de l'abstracció i té com a leitmotiv característic de les seves escultures l'ús de l'espiral. Fou membre del grup El Paso (col·lectiu) i també dirigí el Centro Atlántico de Arte Moderno (CAAM).

## Biografia
Va néixer a una família de classe mitjana. Durant la seva infància va viure a la platja de las Canteras, a Las Palmas de Gran Canaria, on sorgiren un grup d'intel·lectuals canaris durant la segona meitat del segle xx, entre els quals destacaven, a més del mateix Chirino, Manolo Miralles i Manuel Padorno.
El 1944 començà els seus estudis a l'Acadèmia de l'escultor Manuel Ramos. El 1948 viatjà a Madrid i allà es matriculà als estudis de filologia anglesa, però aviat va abandonar la facultat per entrar a l'Acadèmia de Belles Arts de San Fernando. El 1952 finalitza aquests estudis i emprèn viatges a París, Londres i Itàlia, entre d'altres, que li permeten tenir un contacte directe amb l'escultura clàssica i amb l'escultura moderna d'artistes com Julio González, Henry Moore, Brancusi, etc.
El 1953 acaba la seva etapa de formació i torna al seu poble natal per obrir el seu primer taller escultòric. Amb el seu amic Manolo Millares estaran treballant i estudiant amb l'obra de les avantguardes. En aquest període ja es veuen les característiques de l'abstracció de Chirino. El 1955 Martín viatja i s'instal·la a Madrid amb els seus amics Manolo Millares, Elvireta Escobio, Manuel Padorno i Alejandro Reino. Durant aquest període Martín Chirino treballarà com a professor d'anglès i més tard com a professor de dibuix en el col·legi de Nuestra Señora Santa María de Madrid. Podem trobar obra d'aquest període al Museu Abelló, en Mollet del Vallès.
El febrer de 1957 es fundarà el grup El Paso, un grup que va representar els grups més importants de l'avantguarda espanyola de postguerra. El 1958 Martín Chirino ja formarà part del grup, en el qual s'hi pot trobar també Antonio Saura, Manolo Millares, Manuel Rivera, Rafael Canogar, Luis Feito, Manuel Viola, Antonio Suárez, Pablo Serrano, Juana Francés i els crítics José Ayllón i Manuel Conde. El grup es dissoldrà el maig de 1960.
Fins aquell moment Chirino havia participat en exposicions col·lectives i és en el 1958 que fa la seva primera exposició individual, titulada Los Hierros de Chirino, en l'Ateneu de Madrid. Després seguirà fent exposicions col·lectives i individuals.
Durant el 1961, per motius de salud, deixarà de fer escultura. Però ja el 1962 fa una exposició individual a la Galeria Grace Borgenich de Nova York.
El 1976 participà en la redacció del Manifiesto del Hierro, un document que mostra el seu enorme interès per l'art africà. A partir d'aquest moment podrem veure les escultures enigmàtiques que recorden les màscares africanes.
Durant tots els anys següents presentarà obres noves a les exposicions que farà arreu del món.
La seva obra és present a la majoria d'exposicions internacionals d'escultura de la segona meitat del segle xx.